# حانە ميران (سقز)
قرية حانە ميران (بالكردية: حانەمیران) هي إحدى القرى التابعة لـإمام في ريف قسم زيويه من مقاطعة سقز، في محافظة كردستان الإيرانية.

## السكان
حسب إحصاءات سنة 2006، بلغ إجمالي السكان في حانە ميران 312 نسمة وعدد المساكن 68 مسكن. لغة سكان حانە ميران هي اللغة الكردية و هم من أهل السنة والجماعة والمذهب الشافعي.